# Кузеєвська сільська рада
Кузе́євська сільська рада (рос. Кузеевский сельский совет) — муніципальне утворення у складі Буздяцького району Башкортостану, Росія. Адміністративний центр — село Кузеєво.

## Населення
Населення — 990 осіб (2019, 1197 у 2010, 1303 у 2002).

## Склад
До складу поселення входять такі населені пункти:
| Населений пункт        | Населення, осіб (2002) | Населення, осіб (2010) |
| ---------------------- | ---------------------- | ---------------------- |
| Ахун, село             | 432                    | 387                    |
| Кіскакулбаш, присілок  | 35                     | 34                     |
| Кузеєво, село          | 498                    | 492                    |
| Пісьмянтамак, присілок | 46                     | 37                     |
| Усмановський, присілок | 115                    | 103                    |
| Чишма, присілок        | 157                    | 134                    |
| Ярдам, присілок        | 20                     | 10                     |